# آگو
رودخانه آگو (به انگلیسی: Agout) رودخانهای است که در فرانسه جریان دارد.

## نگارخانه

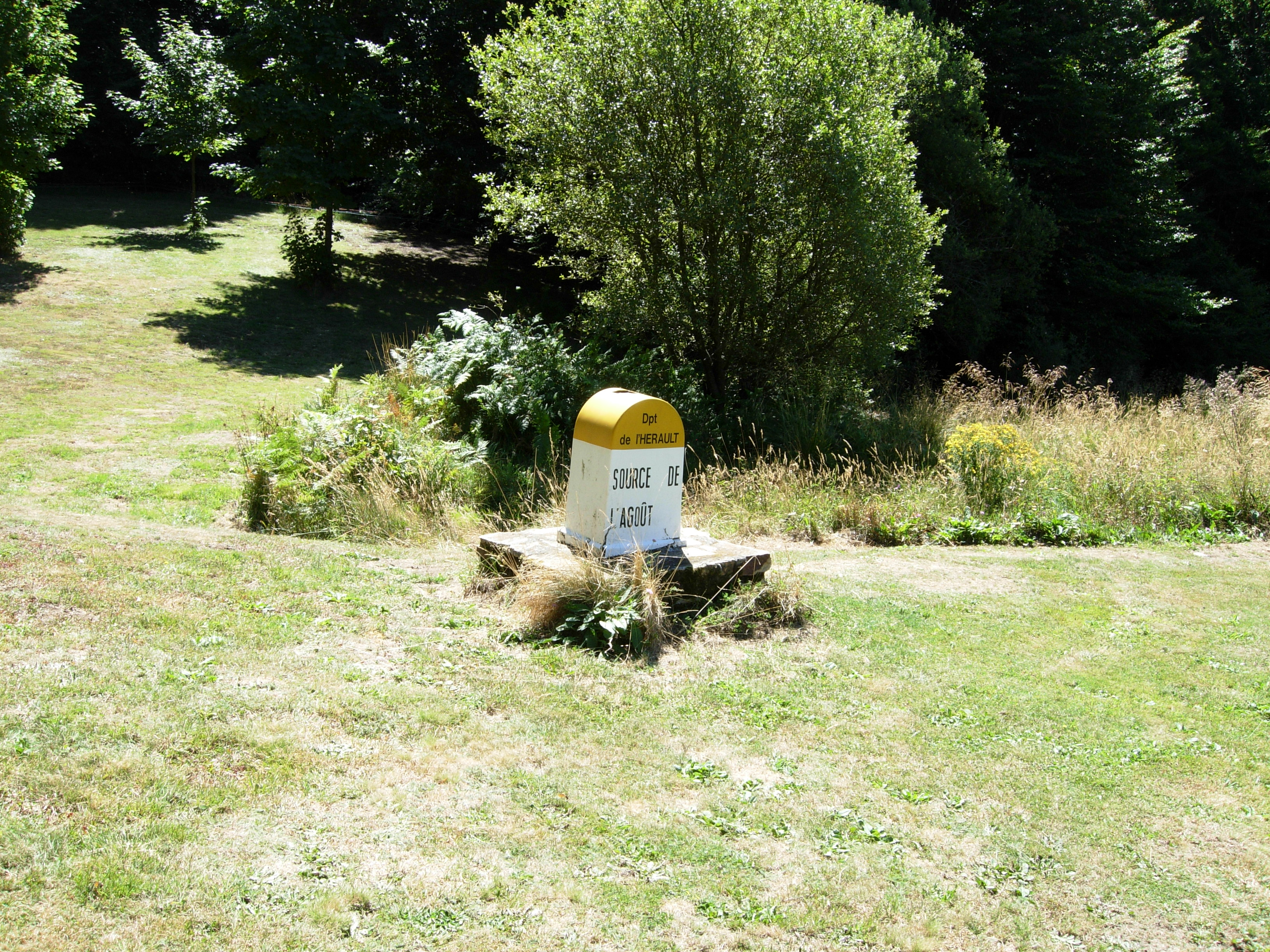
Cambon-et-Salvergues
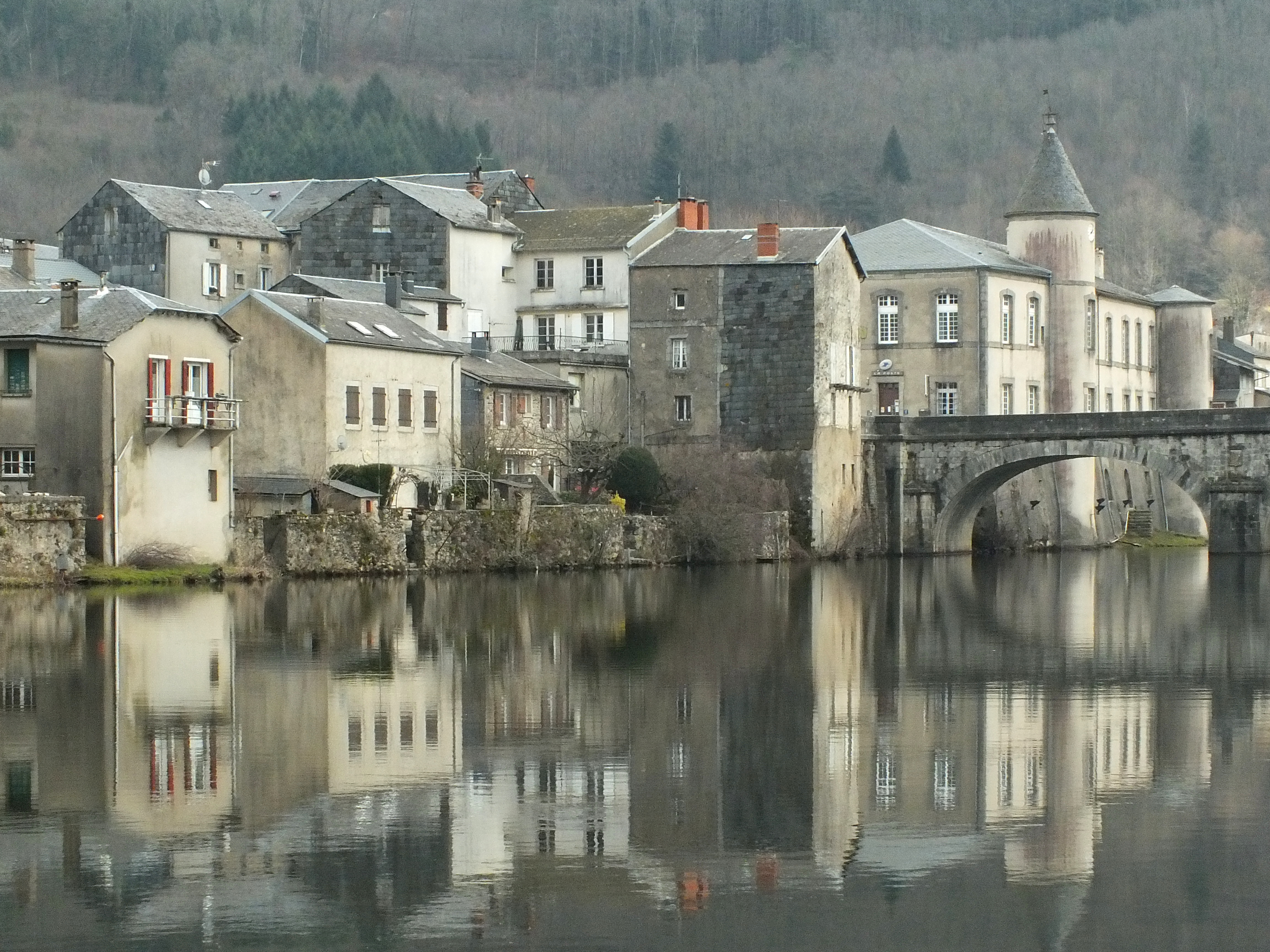
Brassac
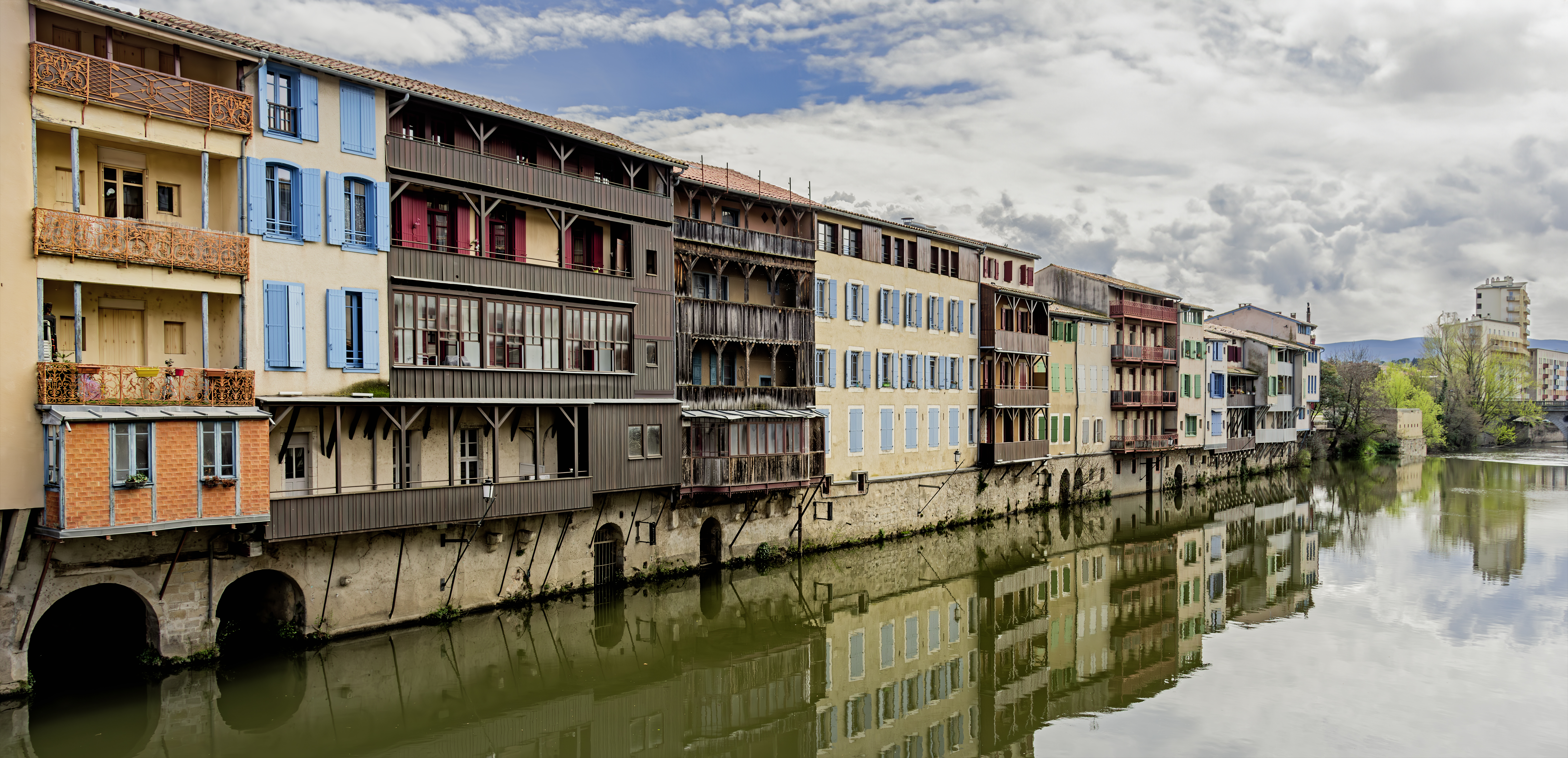
Castres
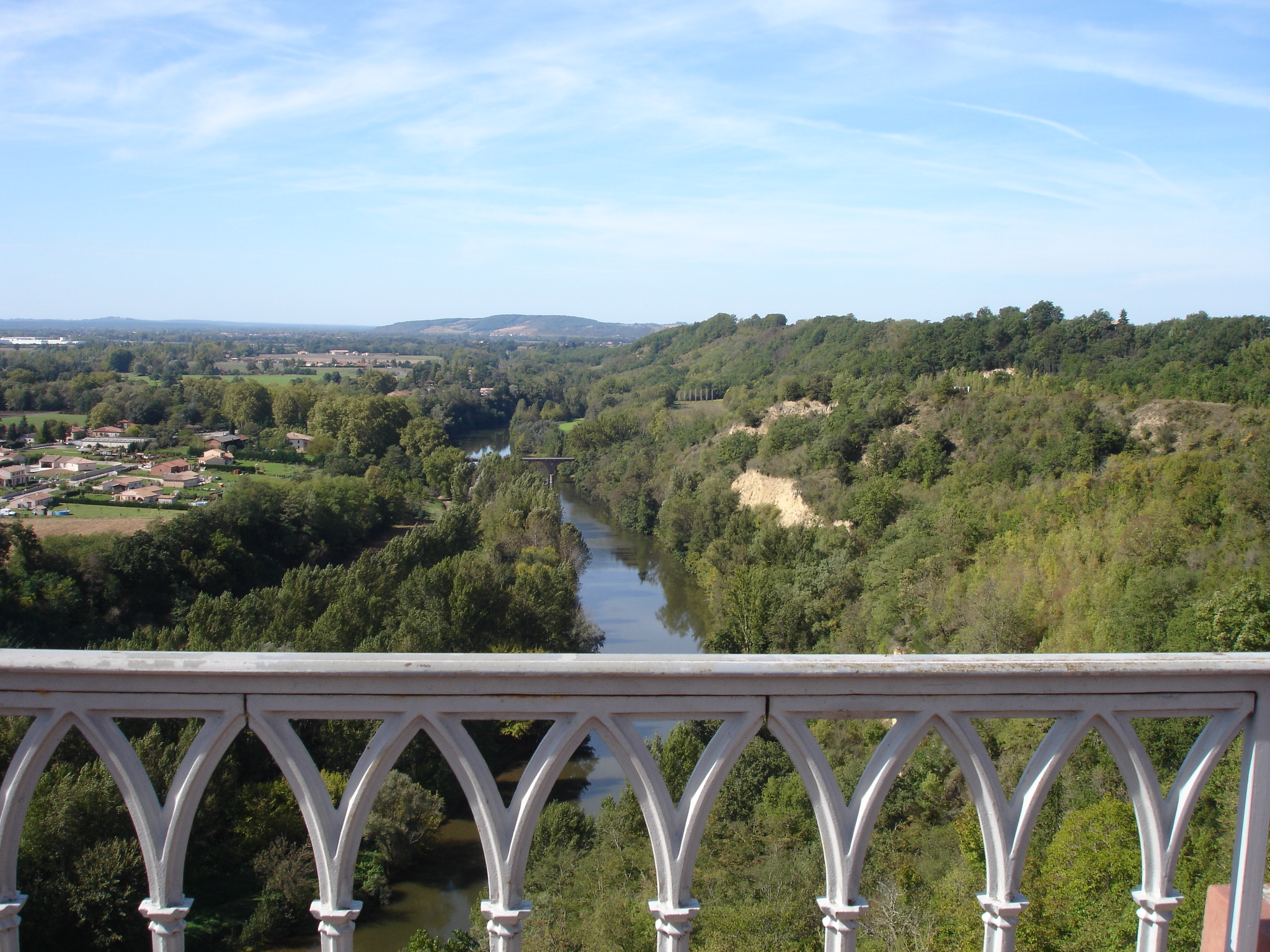
Giroussens
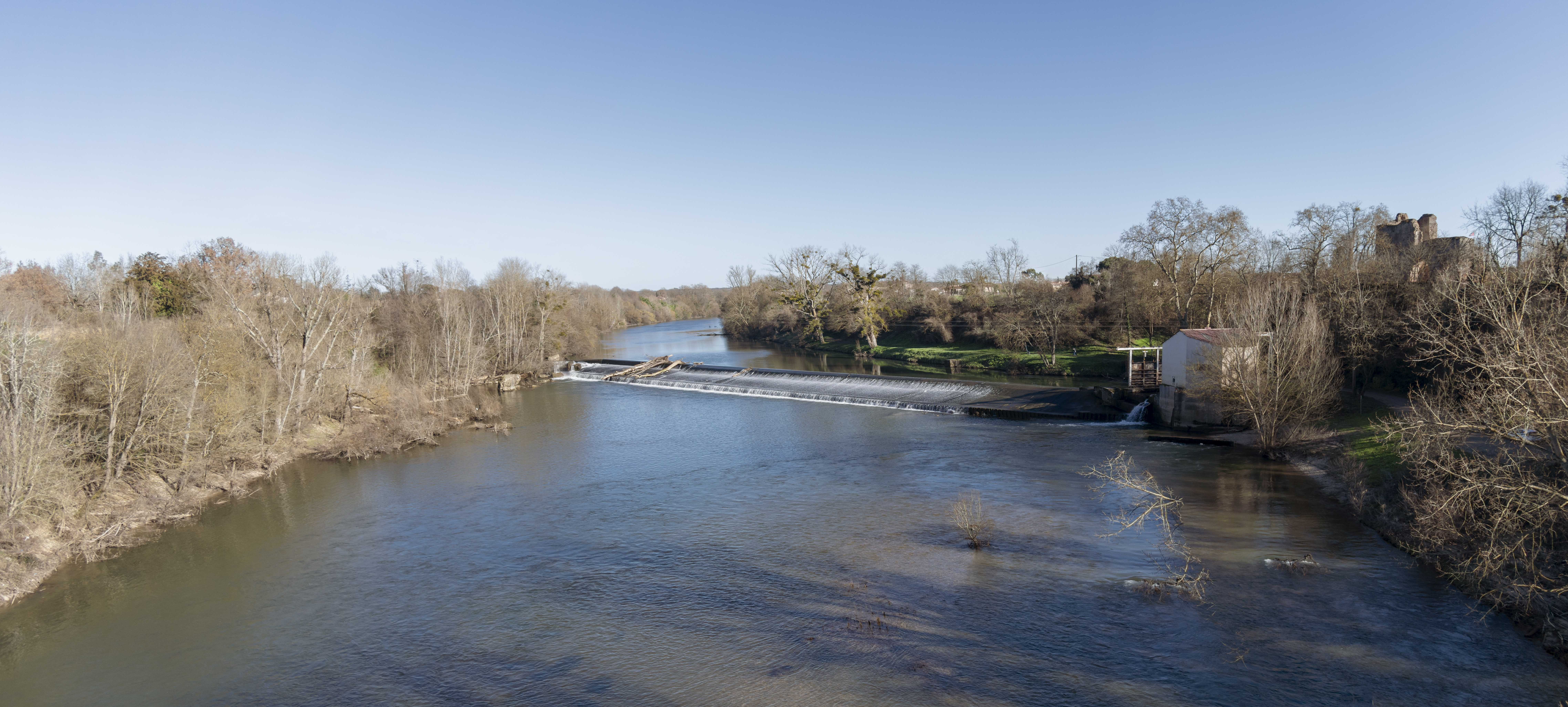
Saint-Sulpice-la-Pointe